# Centaur (Harry Potter)
Een centaur is een fabeldier uit de Harry Potter-boekenserie van de Britse schrijfster J.K. Rowling. Hij is gebaseerd op de mythologische centauren.

## Algemeen
Centauren hebben het onderlichaam van een paard en de romp, armen en het hoofd van een mens. Dit zorgt ervoor dat de centauren een hoge snelheid kunnen bereiken, terwijl ze ook de intelligentie van de mens hebben.
De centauren in Harry Potter zijn verschrikkelijk trots. Ze willen geen diensten verlenen aan tovenaars en willen de tovenaars ook niet in hun wetenschappen inlaten. Centauren kunnen de toekomst voorspellen, onder andere aan de hand van de sterren en planeten aan de hemel. Uit deze voorspellingen kunnen zij een redelijk getrouwe weergave van de toekomst geven. Zij delen deze kennis echter niet met de tovenaars, zodat het nut, anders dan het weten op zich, niet duidelijk wordt.
Centauren leven in kuddes. Ze leven onder andere in het Verboden Bos bij Zweinstein. Ze zijn bewapend met bogen en weten daarmee om te gaan en hun terrein te bewaken. Hierbij hechten zij een enorme waarde aan vrijheid ten opzichte van de tovenaars.
De centauren worden door de tovenaars met rust gelaten en zij laten de tovenaars met rust. De tovenaars denken echter wel over hen te heersen. Dit wordt bijvoorbeeld duidelijk door het standbeeld bij de fontein in de hal van het Ministerie van Toverkunst, waarbij een Huis-elf en een centaur nederig omhoogkijken naar een Heks en een Tovenaar.

## Centauren in de Harry Potter-boeken
Centauren spelen in de Harry Potter-boeken een belangrijke rol en komen al vanaf het eerste boek voor. In het eerste boek moeten Harry Potter, Marcel Lubbermans (in de film Ron Wemel) en Hermelien Griffel samen met hun gezworen vijand Draco Malfidus het Verboden Bos in met de jachtopziener Hagrid, wat als straf bedoeld is. Het Verboden Bos zit vol met gevaarlijke dieren en wordt daarom niet bepaald als plezierig beschouwd. Hier ontmoet Harry ook enkele centauren die hem helpen, maar ook kennis blijken te hebben over zijn toekomst, zonder dat zij enige details loslaten. Hij wordt gedragen door Firenze, die daarmee een zonde begaat volgens de rest van zijn kudde. Het dragen van een mens is absoluut uit den boze; het zou een centaur tot een 'pakezel' maken.
In het vijfde boek maken de centauren weer hun opwachting. Ten eerste stelt Albus Perkamentus, schoolhoofd van Zweinstein, Firenze aan als leraar Waarzeggerij als vervanger van Sybilla Zwamdrift die ontslagen was door Dorothea Omber. Het was duidelijk dat Firenze verstoten was uit zijn kudde: hij had een hoefijzervormige plek op zijn borst en mocht niet meer in het Verboden Bos komen.
Aan het eind van het vijfde boek proberen Harry Potter en Hermelien Griffel te ontkomen aan de eerder genoemde Omber door haar naar de centauren te leiden, waarbij zij Omber te grazen kunnen nemen. Hermelien maakt de fout door de centauren te vragen hen te helpen. Centauren helpen normaal gezien geen tovenaars, maar Omber redt Hermelien en Harry door vervolgens de centauren diep te beledigen. Ze stelt hen als inferieure half-mensen voor die zich moeten houden aan de regels van het Ministerie van Toverkunst. De centauren die zichzelf als vrije wezens zien vallen haar hierop aan, waardoor Harry en Hermelien kunnen ontkomen. Perkamentus weet aan het eind Omber uit de benauwde situatie te redden door haar enkel met zijn toverstok gewapend aan de handen van de woedende centauren te onttrekken. Ze reageert daarna nog elke keer geschokt op de nabootsing van hoefgetrappel.
Aan het eind van het zevende boek spelen de centauren een belangrijke rol in de Slag om Zweinstein. Hoewel de centauren in eerste instantie niet helpen, schreeuwt Hagrid hen toe dat Harry Potter dood was, wat in werkelijkheid niet het geval was, en of ze nu blij waren. De centauren wisten het algemeen van het speciaal belang te onderscheiden en hielpen.

## Functie in de Harry Potter-boeken
Centauren staan in de Harry Potter-boeken voor de derde partij die niet haar trots opzij wil zetten om het algemeen belang te helpen. Ook staan centauren voor vage, intellectuele figuren, die slechts belang bij het hogere kunnen stellen, zonder te beseffen dat wat om de hoek gebeurt ook van groot belang is.
De centauren kan men zien als de tegendelen van de Huis-elfen. Beiden worden onderdrukt door de tovenaars, maar Huis-elfen stellen zichzelf in dienst van de tovenaars, ze zijn daar zelfs toe verplicht, terwijl centauren een grote waarde hechten aan hun vrijheid en hun rust.
Aan het eind van de Harry Potter-serie maken de centauren hun fouten nog goed door een belangrijke rol te spelen in het Gevecht om Zweinstein en de tovenaars dus als het ware te helpen. Dit gaat geheel tegen hun natuur in, wat als even belangrijk kan worden beschouwd als de Huis-elfen die de tovenaars aanvallen.